# Olof Thörnell
Olof Thörnell, švedski general, * 19. oktober 1877, Trönö, † 25. julij 1977, Uppsala.
Thörnell je bil prvi vrhovni poveljnik Švedskih oboroženih sil; in sicer med letoma 1939 in 1944.